# Jerzy Odsterczyl
Jerzy Odsterczyl (ur. 14 kwietnia 1944, zm. 8 stycznia 2009 w Libertowie) – polski piłkarz, zawodnik Zagłębia Wałbrzych. 
Był wychowankiem Garbarni Kraków, w barwach której występował przez dekadę. W 1966 r., strzelił pamiętnego gola w wygranym meczu 3-2 z Górnikiem Zabrze w rozgrywkach Pucharu Polski. Od wiosny 1971 r., był zawodnikiem I-ligowego Zagłębia Wałbrzych, w barwach którego wystąpił między innymi w Pucharze UEFA. 